# Ilhéu Chão
Ilhéu Chão ist die kleinste Insel der portugiesischen Ilhas Desertas im Nordatlantik. Südlich liegt die Nachbarinsel Deserta Grande. Nördlich befindet sich eine Felsnadel im Meer, der Prego do mar (deutsch Meeresnagel, auch Farilhão).
Die Ilhéu Chão hat eine Fläche von 1 km², bei einer Länge in Nord-Süd-Richtung von 1600 m und einer Breite von etwa 500 m. Die Insel erscheint als ein Felsplateau mit einer relativ gleichbleibenden Höhe von 80 m. An ihrem höchsten Punkt erreicht sie 98 m. Dort befindet sich seit 1959 ein 14 m hoher Leuchtturm Farol do Ilhéu Chão.